# Let Down
Let Down ist ein Song der US-amerikanischen Musikerin Paris Jackson. Er wurde am 30. Oktober 2020 als Single aus dem Album wilted ausgekoppelt und war somit auch der erste Song, der von Jackson als Solo-Künstlerin veröffentlicht wurde. Das Lied wurde von Paris Jackson selbst geschrieben und dauert 4:16 Minuten. Es erschien um Mitternacht mit einem Musikvideo.

## Musikvideo
Zu Beginn des Musikvideos streicht sich Paris Jackson eine blutfarbene Träne aus dem Gesicht. Anschließend ist sie mit einem jungen Mann (Vladislav Kvartin) an verschiedenen Orten zu sehen. Die meiste Zeit sitzen sie entweder auf einem Sofa oder tanzen in einem großen Saal, beides in einem Schloss-ähnlichen Gebäude. Bei den Tanzszenen trägt Jackson ein langes weißes Kleid. Dabei singt sie den Song. Schließlich ist sie in beiden Locations zu sehen, wie sie von maskierten Personen festgehalten wird und vergeblich versucht sich loszureißen. Später ist sie auch, teils mit ihrem Partner, teils alleine, auf einem Friedhof, wo sie und ihr Partner sich auch in einer Einstellung küssen. Am Ende des Videos sind sie erneut tanzend zu sehen, bis ihr Partner Jackson plötzlich das Herz herausnimmt und es neben ihrer Leiche liegen lässt.
Das Video dauert 4:36 Minuten, Regie führte Meredith Alloway.